# Distretto di Dongshi
Il distretto di Dongshi (東勢區S, Dōngshì QūP) è un distretto della municipalità di Taichung, situata a Taiwan.